# Glenn Campbell
Glenn Campbell (* 23. November 1956; † 17. November 2024) war ein US-amerikanischer Filmregisseur, Filmproduzent, Drehbuchautor, Filmschauspieler und Visual Effects Supervisor.

## Leben
Bereits als Kind hatte Campbell den Wunsch, beruflich etwas mit visuellen Effekten machen zu wollen. Er unterrichtete seit 1983 an der UCLA Extension. Ab Ende der 1970er Jahre übernahm er bei der Produktion von Filmen wie Star Trek: Der Film, The Spy Who Did It Better und Tron erste Tätigkeiten im Bereich der Erstellung visueller Effekte. 1978 übernahm Campbell eine Rolle im Kurzfilm Buns. Eine weitere Tätigkeit als Schauspieler folgte 1987 im Film Death Game – Das Spiel mit dem Tod. Für denselben Film fungierte er zusätzlich als Produzent.
Seit 2016 war er als Visual Effects Supervisor beim kalifornischen Filmstudio The Asylum tätig. Zuvor übernahm er bereits Arbeiten in anderer Funktion für das Filmstudio. Obwohl bei The Asylum für CGI-Effekte verantwortlich, trat er auch in anderer Funktion in Erscheinung. So schrieb er 2016 für den Animationsfilm Trolland – Das Geheimnis liegt zu euren Füßen das Drehbuch. 2019 verfasste er das Drehbuch für den Film The Adventures of Aladdin, für den er auch als Regisseur fungierte. 2021 war er Regisseur für den Mockbuster Planet Dune. 2022 war er als Regisseur für den Film Shark Side of the Moon und als Drehbuchautor für den Film 2025 Armageddon – Willkommen im Multiversum verantwortlich.
Glenn Campbell war dreimal für einen Emmy nominiert und konnte die Auszeichnung 2003 gemeinsam mit acht Kollegen in der Kategorie Outstanding Special Visual Effects For A Miniseries, Movie Or A Special für seine Arbeit an der Miniserie Dune – Die Kinder des Wüstenplaneten gewinnen.
Glenn Campbell starb am 17. November 2024 (nach anderen Angaben bereits am 16. November) wenige Tage vor seinem Geburtstag im Alter von 67 Jahren an einem Herzinfarkt.

## Filmografie (Auswahl)

### Schauspiel
- 1978: Buns (Kurzfilm)
- 1987: Death Game – Das Spiel mit dem Tod (Deathrow Gameshow; auch Produktion)

### Visuelle Effekte
- 1979: Star Trek: Der Film (Star Trek: The Motion Picture)
- 1979: The Spy Who Did It Better
- 1982: Tron
- 1984: Buckaroo Banzai – Die 8. Dimension (The Adventures of Buckaroo Banzai Across the 8th Dimension)
- 1985: Lifeforce – Die tödliche Bedrohung (Lifeforce)
- 1990: Dick Tracy
- 1992: Spaceshift (Waxwork II: Lost in Time)
- 1992: Sexy Sheryl – Ein heißer Sommer (That Night)
- 1993: Die Frau am Abgrund (Woman on the Ledge, Fernsehfilm)
- 1995: Vernetzt – Johnny Mnemonic (Johnny Mnemonic)
- 1995–1996: Space 2063 (Space: Above and Beyond, Fernsehserie, 23 Episoden)
- 1996–1997: Akte X – Die unheimlichen Fälle des FBI (The X-Files, Fernsehserie, 11 Episoden)
- 1996–1998: Millennium – Fürchte deinen Nächsten wie Dich selbst (Millennium, Fernsehserie, 34 Episoden)
- 1997: Buffy – Im Bann der Dämonen (Buffy the Vampire Slayer, Fernsehserie, 12 Episoden)
- 1998: Anne Rice: Im Angesicht von Gut und Böse (Rag and Bone, Fernsehfilm)
- 2000: The Crow III – Tödliche Erlösung (The Crow: Salvation)
- 2003: Dune – Die Kinder des Wüstenplaneten (Children of Dune, Miniserie, 3 Episoden)
- 2004: Category 6 – Der Tag des Tornado (Category 6: Day of Destruction, Fernsehfilm)
- 2007: 2012 Armageddon (The Apocalypse)
- 2008: 2012: Doomsday (2012 Doomsday)
- 2008: Allan Quatermain and the Temple of Skulls
- 2012: Bigfoot – Die Legende lebt! (Bigfoot, Fernsehfilm)
- 2013: Sharknado – Genug gesagt! (Sharknado, Fernsehfilm)
- 2014: Sharknado 2 (Sharknado 2: The Second One, Fernsehfilm)
- 2015: Avengers Grimm
- 2015: Sharknado 3 (Sharknado 3: Oh Hell No!, Fernsehfilm)
- 2016: Zoombies – Der Tag der Tiere ist da! (Zoombies)
- 2016: Villain Squad – Armee der Schurken (Sinister Squad)
- 2016: Sharknado 4 (Sharknado: The 4th Awakens, Fernsehfilm)
- 2016: Trolland – Das Geheimnis liegt zu euren Füßen (Trolland, Animationsfilm)
- 2017: Air Speed – Fast and Ferocious (The Fast and the Fierce)
- 2017: Empire of the Sharks (Fernsehfilm)
- 2017: Sharknado 5: Global Swarming (Fernsehfilm)
- 2018: Avengers Grimm 2 – Time Wars (Avengers Grimm: Time Wars)
- 2018: Sharknado 6: The Last One (The Last Sharknado: It’s About Time, Fernsehfilm)
- 2018: Hornet – Beschützer der Erde (Hornet)
- 2018: Z Nation (Fernsehserie, 6 Episoden)
- 2019: Zoombies 2 – Die Rache der Tiere (Zoombies 2)
- 2019: The Adventures of Aladdin (Adventures of Aladdin)
- 2019: Psycho BFF (Fernsehfilm)
- 2020: Collision Earth – Game Over (Collision Earth, Fernsehfilm)
- 2020: In the Drift
- 2020: Top Gunner – Die Wächter des Himmels (Top Gunner)
- 2020: Shark Season – Angriff aus der Tiefe (Shark Season)
- 2021: Ape vs. Monster
- 2021: Megalodon Rising – Dieses Mal kommt er nicht allein (Megalodon Rising)
- 2021: Planet Dune
- 2021: The Devil’s Triangle – Das Geheimnis von Atlantis (Devil’s Triangle)
- 2022: Jurassic Domination
- 2022: Thor: God of Thunder
- 2022: Battle for Pandora
- 2022: 2025 Armageddon – Willkommen im Multiversum (2025 Armageddon)
- 2023: Ape vs. Mecha Ape
- 2023: Megalodon: The Frenzy
- 2023: Battle of the Atlantic – America vs Russia (Top Gunner: Battle of the Atlantic)
- 2023: Methgator
- 2023: World Invasion: Alien Attack (Alien Apocalypse)
- 2023: Arctic Armageddon
- 2023: America is Sinking
- 2024: Prepare to Die
- 2024: PlanetQuake (Planetquake)
- 2024: Snow White and the Seven Samurai
- 2024: Monster Mash
- 2024: Ape X Mecha Ape: New World Order
- 2024: Earthquake Underground
- 2024: Road Wars: Max Fury
- 2024: War of the Worlds – Extinction
- 2024: The Twisters
- 2024: Continental Split
- 2024: Shark Warning
- 2024: Alien: Rubicon
- 2024: 24 Hours to D-Day – Schlacht der Entscheidung (24 Hours to D-Day)
- 2024: Witch Hunter
- 2024: Gladiators – Zurück in der Arena (Gladiators)
- 2024: Heretics
- 2025: The Land That Time Forgot
- 2025: Black Panthers of WWII

### Regie
- 2019: The Adventures of Aladdin (Adventures of Aladdin)
- 2021: Planet Dune
- 2022: Shark Side of the Moon

### Drehbuch
- 2016: Trolland – Das Geheimnis liegt zu euren Füßen (Trolland, Animationsfilm)
- 2019: The Adventures of Aladdin (Adventures of Aladdin)
- 2022: 2025 Armageddon – Willkommen im Multiversum (2025 Armageddon)
- 2024: Alien: Rubicon